# Kyosuke Yoshikawa
Kyosuke Yoshikawa (født 8. november 1978) er en tidligere japansk fodboldspiller.
Han har spillet for flere forskellige klubber i sin karriere, herunder Consadole Sapporo.